# Goa Portuguesa

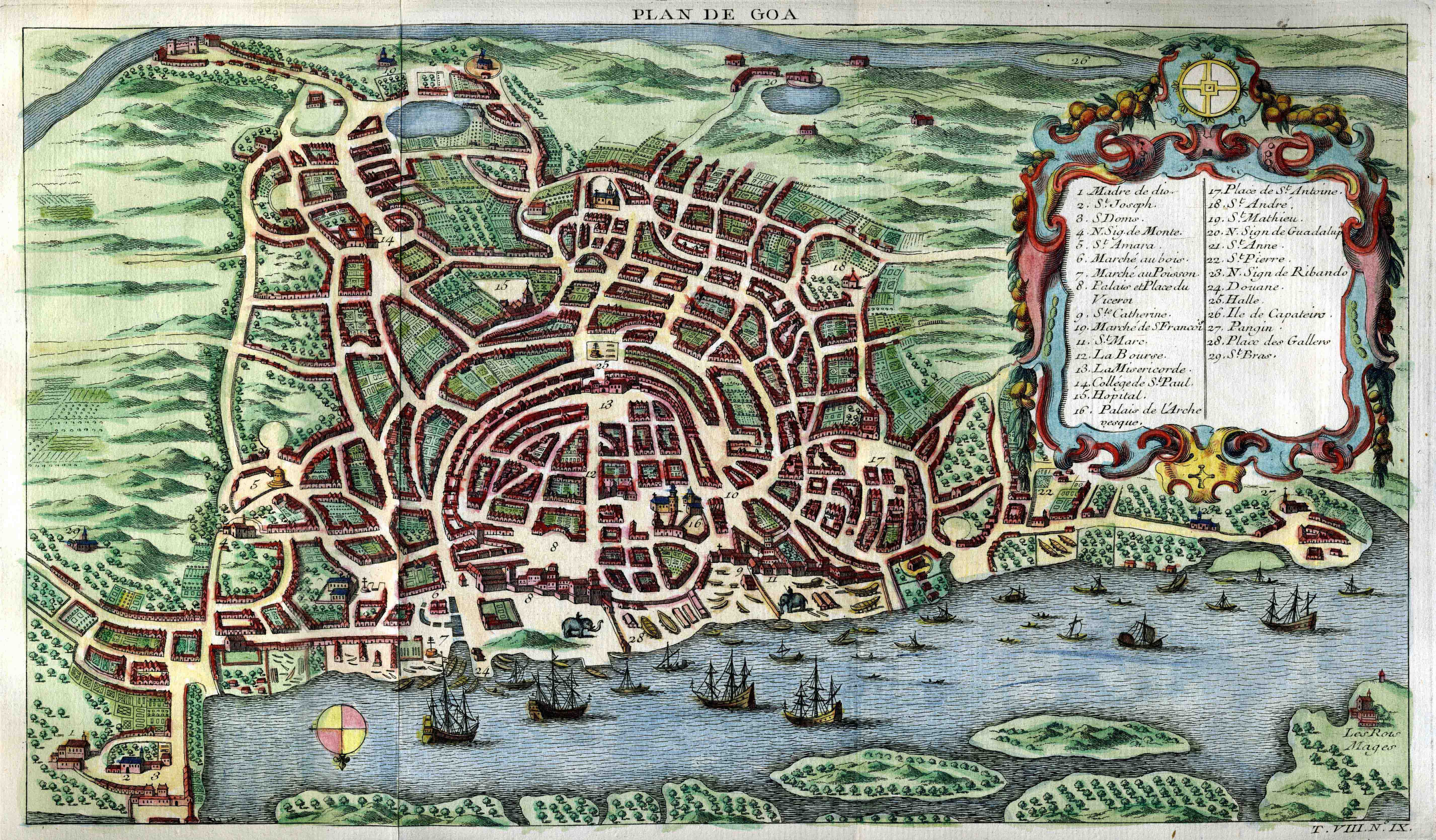
Mapa de Goa, a Histoire générale des Voyages, de la Harpe, 1750.

Goa Portuguesa fou un establiment colonial portuguès a l'Índia, a la costa al sud de Maharashtra i nord de Karnataka, amb una superfície de 3370 km², limitat al nord pel riu Terekhol o Araudem, a l'est pels Ghats Occidentals, al sud amb el districte d'Uttara Kannada i a l'oest per la mar d'Aràbia amb una distància màxima nord-sud de 100 km. Formaven el territori Goa o Ilhas (adquirit el 1510) i les províncies de Salsette i Bardez adquirides el 1543, agrupades en les Velhas Conquistas; i els districtes de Pernem, Bicholim o Batagram, Satari, Ponda o Antruz, Zambaulim o Panchmal, Canacona o Advota, agrupats en les anomenades Novas Conquistas que foren adquirides a la primera meitat del segle xviii. L'illa d'Anjidiv fou la primera possessió del territori (adquirida el 1505).

## Geografia
Les muntanyes principals són: 
- Sonsagar, 1186 metres
- Catlanchimauli, 1126 metres
- Vaguerim, 1085 metres
- Morlemchogor, 1054 metres
- Sidnato
- Chandarnate
- Consid
- Dudsagar

Els rius principals són vuit: 
- Terekhol o Araundem (24 km)
- Chapora o Colvalle (29 km)
- Baga, (3 km)
- Sinquerim, (9 km)
- Mandavi (61 km) el més important, a la riba del qual estan Nova Goa i Goa Velha. Desaigua a la badia d'Aguada
- Juari (63 km) el més llarg, desaigua a la badia de Marmagao
- Sal (24 km)
- Talpona (11 km)

## Història
Els puranes assenyalen que portava els noms de Gomanchala, Gomant, Goapuri, Gopakapur i Gopakapatanua. Algunes inscripcions recorden el domini dels kadambes de Banavasi el primer rei dels quals, Trilochana Kadamba va regnar vers 120. La dinastia va regnar fins al 1312 quan Goa va caure en mans dels musulmans de Malik Kafur en temps de Firuz Shah Tughluk (1351-1388) fins que en foren expulsats per Vidyaranya Madhav, el primer ministre d'Harihara de Vijayanagar, regne al qual va pertànyer cent anys, fins al 1470 quan fou conquerida per Mahmud Gawan, el general del sultà bahmànida Muhammad II. Goa va pertànyer després als adilxàhides de Bijapur a qui corresponia quan Vasco de Gama va desembarcar a Calicut el 1498. El 17 de febrer de 1510 els portuguesos van arrabassar Goa als adilxàhides. Els habitants van entregar les claus de la ciutat a la flota portuguesa, junt amb un gran estendard que només es feia servir en algunes ocasions especials. Alburquerque va entrar muntat a la ciutat en processó triomfal amb els tambors i trompetes tocant i les banderes portugueses desplegades portades per la nobles i el clergat portuguès. No gaire temps després el sultà de Bijapur Yusuf va atacar Goa amb un fort exèrcit i va expulsar els portuguesos el 15 d'agost de 1510. Però els portuguesos van rebre reforços arribats des de Portugal incloent canons i van reconquerir la ciutat el 25 de novembre de 1510; amb 1.700 homes (i 25 vaixells) va forçar les portes de la ciutat; en l'assalt van morir dos mil musulmans i es va saquejar i matar durant tres dies (el cinquè del botí de la corona portuguesa va pujar dos lakhs de rúpies). Albuquerque va reforçar la plaça i la va embellir establint fermament el domini portuguès.
Aviat va esdevenir la capital de l'Índia Portuguesa. El 1543 durant el govern de Martim Affonso, va arribar a l'Índia el cèlebre Sant Francesc Xavier; pel mateix temps els importants districtes de Bardez i Salsette foren cedits per Ibrahim Adil Shah, que no obstant al cap de poc temps va intentar recuperar-los però no ho va aconseguir mercès a Dom Joao de Castro que va refusar les seves forces. Per prevenir futures invasions la part oriental de l'illa fou protegida amb una muralla. El 1570 Ali Adil Shah va assetjar la ciutat amb cent mil homes però fou defensada amb eficàcia per una petita guarnició dirigida pel virrei Dom Luiz de Athaide, i els atacants es van acabar retirant amb fortes pèrdues després de 10 mesos de setge.
Després d'una epidèmia, Goa va arribar al cim de la seva prosperitat al final del segle xvi. Era coneguda com a Goa Dourada (Golden Goa). Un proverbi deia: "Qui ha vist Goa no necessita veure Lisboa". El comerç i la potencia militar i eclseiastica es reunien a la ciutat, que gaudia de tots els espectacles i pompa de les grans capitals; els ingressos venien en gran part del comerç d'esclaus. Les dones de Goa foren excloses de la societat masculina local i passaven el temps amb indolència i frivolitats; els seus amors eren notoris i escandalosos allunyant als marits i admetent als amants 
El 1603 els holandesos, que disputaven als portuguesos l'hegemonia, van bloquejar Goa però no se’n van sortir. Però la lluita va seguir setanta anys i va destruir la major part del poder lusità a l'Índia; les flotes portugueses foren capturades o obligades a romandre sota protecció dels forts, i el comerç es va aturar; les epidèmies (1635 i anys següents) i un nou bloqueig de Goa pels holandesos el 1639, també sense èxit, van debilitar el poder portuguès. Goa va començar la seva decadència. Ja el 1648 Tavernier esmenta que algunes famílies que al seu primer viatge uns anys abans eren molt riques, ara estaven reduïdes al mínim; fins i tot algunes dames anaven a recollir la caritat en palanquí acompanyades dels seus servidors. El 1666 Thevenot descriu la ciutat com a plena de convents, esglésies i palaus però diu que la població era vanitosa i això havia causat la seva ruïna. El 1675 Fryer la descriu com la Roma de l'Índia, amb col·legis, esglésies i estructures però amb moltes cases en ruïnes. No obstant els portuguesos la van conservar contra els bandits locals i el 1683 contra un atac del maratha Sambhaji que la va arribar a saquejar però no la va poder conservar quan un poderós exèrcit mogol es va presentar davant la ciutat i va obligar els marathes a pactar (això fou considerat un miracle atribuït a Sant Francesc Xavier). No gaire més tard els Bhonsle de l'estat de Savantvadi van envair Goa però encara que inicialment van obtenir un cert èxit, finalment oren derrotats pels portuguesos que els van arrabassar les illes de Corjuem i Ponelem, i van destruir la fortalesa de Bicholim. Per defensar el territori el virrei Vasco Fernandes Cesar de Menezes (1712-1717) va construir el fort de Bardez, i el de Chapora.
Durant l'administració del comte de Sandomil (1732-1741) les lluites amb els marathes es van reproduir i els portuguesos van perdre part de les seves possessions al nord de Goa; el 1741 els marathes van envair les penínsules de Bardez i Salsette, i van amenaçar la mateix ciutat de Goa; al mateix temps els Bhonsles de Savantvadi van aprofitar l'ocasió per assolar el territori; les monges i sacerdots van ser els primers a fugir cap a Marmagao però els militars van conservar el seu lloc dignament; en aquest moment va arribar a Goa un nou virrei, el marquès de Louriçal que portava 12000 homes de reforç i amb aquest exèrcit va derrotar els marathes a Bardez i va capturar el fort de Ponda i altres menys importants obligant als invasors a sortir del territori. Llavors va marxar contra els Bhonsles i els va obligar a demanar la pau i el seu sobirà Khem Savant, es va declarar vassall i tributari de Portugal encara que aviat va renovar les hostilitats; per segona vegada els bhonsles foren derrotats pel marquès de Castello Novo, que va conquerir Alorna (després fou marquès d'Alorna), Tiracol, Neutim, Rarini i Sanquelim o Satari. El 1750 els marathes van atacar la fortalesa de Neutim per terra i mar; el virrei, marquès de Tavora, va anar en ajut de la fortalesa amb totes les seves forces i va rebutjar als atacants, i després es va girar contra el rei de Sonda, capturant la fortalesa de Piro (Sadasivgarh).
El seu successor, comte d'Alva, va continuar la guerra contra els marathes però va perdre Rarim i Neutim, i fou mort en el setge d'una de les fortaleses que els marathes havien ocupat. En aquest temps el govern de Portugal va enviar ordes al virrei el comte d'Ega de retornar les fortaleses de Piro i Ximpem al rei de Sonda i Bicholim, Sanquelim i Alorna a Khem Savant III de Savantvadi; posteriorment el primer va cedir als portuguesos la fortalesa de Ponda, amb els territoris adjacents de Zambaulim, Cabo de Rama i Canacona, quan els seus dominis foren envaïts per Haidar Ali de Mysore, a canvi de l'ajut portuguès. Al cap d'uns anys Khem Savant va intentar recuperar possessions cedides als portuguesos però fou derrotat i va haver de cedir Bicholim, Sanquelim o Satari, Alorna, i Pernem.
En aquest moment Goa estava en gran decadència i el govern portuguès a Lisboa va decidir la seva restauració a qualsevol cost. La població fou traslladada progressivament a Panjim (Panaji) o Nova Goa a la desembocadura del riu Mandavi. La Velha Goa com fou anomenada va restar en gran part en ruïnes i el canvi del curs del riu la van fer encara més poc saludable i la navegació per vaixells encara més difícil. Durant el segle xviii l'establiment fou simplement un centre de govern que costava a Portugal una quantitat considerable; tenia una força de 2000 homes per protecció, que rebien només una ració petita d'arròs i peix mentre els oficials rebien 6 rúpies al mes. El comerç estava en mans dels jesuïtes. Alexander Hamilton, a la primera meitat del segle xviii diu que va comptar 80 esglésies i convents i el nombre de sacerdots catòlics era d'uns 30000 per tota la colònia; els mercaders natius havien estat expulsats i els jesuïtes tenien ara el monopoli.
Del 1794 al 1815 el govern de Goa i el d'altres establiments portuguesos del virregnat de l'Índia Portuguesa van rebre molt poca atenció de la cort de Lisboa, especialment durant la invasió francesa de Portugal. Una força auxiliar britànica va ajudar a la guarnició de Goa (7 de setembre de 1799 a 2 d'abril de 1813) per protegir la colònia del perill francès fins a les paus de París de 1814 i de Viena de 1815. El 1817 el virrei comte de Rio Pardo va rebutjar un atac dels bhonsles de Savantvadi i va capturar les fortaleses d'Uspa i Rarim. El 1821 una revolució va deposar el governador el comte de Rio Pardo. El 1835 un natiu de Goa, Bernardo Peres da Silva, fou nomenat governador i prefecte de l'ara anomenat l'Estat Portuguès de l'Índia per la reina Maria II, en recompensa per la seva lleialtat durant la usurpació de Dom Miguel, però les seves reformes durant els 17 dies que va governar, van acabar amb una revolta i la seva fugida a Bombai. Després d'uns governs provisionals en endavant foren nomenats governadors generals amb autoritat (com abans els virreis) sobre la colònia directament i teòrica sobre els altres governadors de l'Índia Portuguesa.
Durant 16 anys no hi va haver conflictes interns o externs excepte una breu revolta militar que va deposar el governador López de Lima el 17 d'abril de 1842. Durant la primera administració de José Ferreira Pestana (20 de maig de 1844 a 15 de gener de 1851), el 1844, els disturbis a Savantvadi, va portar refugiats a Goa que foren acollits i això va provocar un conflicte amb els britànics que va estar a punt de causar el trencament amb el govern de Bombai. El 1852 les ranis de Satari, encapçalades per Dipaji, es van revoltar. El 1871 va esclatar una rebel·lió entre l'exèrcit natiu de Goa quan el govern es va oposar a les seves demandes excessives; per suprimir aquesta insurrecció la cort de Lisboa va enviar reforços dirigits pel germà del rei, Dom Augusto; reprimida la revolta els regiments natius foren suprimits i ja no foren restaurats doncs els regiments natius presentaven un perill pels portuguesos i en canvi els britànics, tradicionals aliats de Portugal, no eren cap amenaça. Alguns dels regiments natius que van restar foren enviats el 1895 a Moçambic a reprimir una revolta local i van presentar unes exigències que el govern no va acceptar, i els regiments d'infanteria de Goa es van amotinar i van rebre el suport de les ranis de Satari, però la pau fou restablerta per tropes enviades des d'Europa sota comandament de l'infant Dom Affonso Henriques, i més tard es va dictar una amnistia general el 1897. El 1901 les ranis de Satari es van revoltar altre cop matant a un oficial a Valpoy el 6 de novembre; però els responsables i algunes ranis foren capturats i castigats; les ranis foren deportades a l'illa de Timor amb alguns familiars.
El 1800 la població de les Velhas Conquistas era de 178.478 habitants. La població total el 1851 era de 363.788 habitants, el 1881 de 445.449 i el 1901 de 475.513. Els districte administratius eren Velhas Conquistas (Ilhas, Salsette, Burdez); i Novas Conquistas (Pernem, Sanquelim, Satari, Ponda, Sanguem, Quepem, Canacona, Illa d'Anjidiv).
Les ciutats principals eren Nova Goa o Panjim (Panaji) amb 9.325 habitants el 1901, Margao amb 12.126 i Mapuça amb 10.733. El nombre total de comunitats o pobles era de 222. La majoria de la població eren cristians (262.600) seguits dels hindús (200.000); a les Velhas Conquistas els cristians eren el 91% però a les Noves estaven repartits amb els hindús. El portuguès era llengua oficial però els dialectes konkanis i el marathi eren parlats comunament pel poble.
El territori fou objecte de grans fams el 1553, 1570 i 1682, a més d'altres menors.
El governador general del territori era governador de la província de Goa i al mateix temps governador general de l'Índia Portuguesa, responsable directament davant el rei i després del 1910 davant el govern de la república. El governador exercia el càrrec per cinc anys però el termini quasi mai es complia. A més de l'autoritat civil tenia la militar de la província amb dos ajudes de camp i un secretari (titular secretari en cap); el governador general no pot imposar noves taxes ni treure les existents, excepte casos molt especials i urgents i altres limitacions menors; per sortir de la província necessitava el permís del govern de Lisboa. Auxiliant al governador hi havia un consell format pel cap secretari, l'arquebisbe de Goa o (en absència) la principal autoritat eclesiàstica, els jutges de la cort suprema, els dos oficials militars de més rang de la província, el fiscal general, l'inspector d'Hisenda, l'oficial de Sanitat i el president de la cambra municipal (Camara Municipal das Ilhas). A més del consell general hi havia cinc altres juntes:
- Junta Geral da Provincia
- Conselho da Provincia
- Conselho Technico das Obras publicas
- Conselho-inspector de Instrucçao publica
- Conselho da Agricultura.

La junta geral estava formada pel cap secretari, l'arquebisbe (o substitut), el fiscal, l'inspector d'Hisenda, el director d'obres públiques, el cap de Sanitat, el professor de Medicina i Cirurgia, el professor del Liceu, el professor de l'escola normal i un representant de cada municipi de la província; decidia sobre obres públiques, finançament, salut publica, escoles, duanes, i alguns altres punts; el governador general podia vetar les seves resolucions fins a l'aprovació (o no) del govern metropolità. Els quatre conselhos eren entitats executives sobre àmbits de govern delimitats, fora de les competències de la Junta.
Estava dividit en dos regions (sense entitat administrativa pròpia) dividides en districtes i aquestos en parròquies. Cada districte tenia una corporació municipal dirigida per un administrador de conselho nomenat pel governador general, i el nombre de parròquies a Velhas Conquistas era de 85. Les Velhas conquestes tenien la mateixa mena de divisió però el districte de Satari que formava un comandament militar administrat per un comandant militar en lloc de per un administrador de Concelho. Judicialment formava un sol districte amb Daman, Diu, Macao i Timor amb un tribunal superior (Tribunal da Relaçao), 6 Julgados das Comarcas, 10 Julgados muncipaes i 111 Julgados populares. El tribunal superior tenia competències civils i penals, però per les quantitats altes i casos penals greus es podia apel·lar al Tribunal Suprem.
El 18 de desembre de 1946 Índia Portuguesa va esdevenir província d'Ultramar de Portugal, i Goa va formar un districte. El 19 de desembre de 1961 Goa fou ocupada per forces militars índies i fou annexionada a l'Índia el 16 de març de 1962. El 31 de desembre de 1974 Portugal, caigut el règim dictatorial, va reconèixer l'annexió.